# 哈维尔·伊瓦涅斯
哈维尔·伊瓦涅斯·迪亚斯（西班牙語：Javier Ibáñez Díaz，1996年7月14日—），為古巴、保加利亚的男子拳击运动员。他曾代表保加利亚参加2024年夏季奥林匹克运动会拳击比赛，获得男子57公斤级铜牌。